# Qijia-Kultur

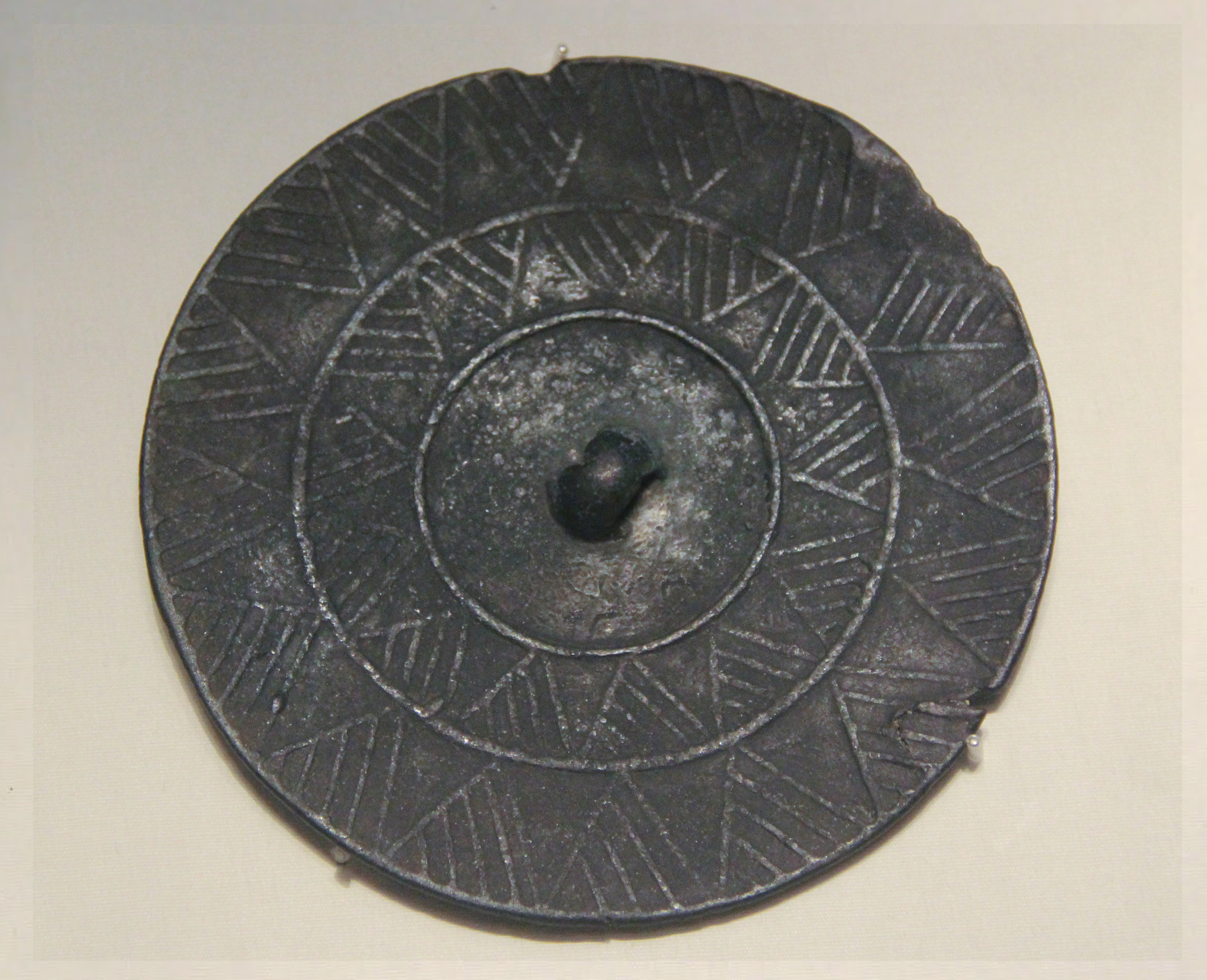
Bronzespiegel aus der Quijia-Kultur

Die Qijia-Kultur (chinesisch 齐家文化, Pinyin Qíjiā Wénhuà, englisch Qijia Culture) war eine neolithische bis chalkolithische Kultur in China, die zwischen etwa 2000 und 1600 v. Chr. existierte und möglicherweise die Kupferverarbeitung entwickelte. Sie wurde nach dem 1924 entdeckten Fundort Qijiaping (齐家坪) benannt, der sich auf dem Gebiet der Großgemeinde Qijia des Kreises Guanghe in der Provinz Gansu befindet. Die ersten Entdeckungen von Überresten der Qijia-Kultur gehen auf den schwedischen Archäologen Johan Gunnar Andersson zurück.
Die Qijia-Kultur war in Gansu, dem Westen von Qinghai, im Süden von Ningxia und im Westen der Inneren Mongolei an den Ufern des Gelben Flusses und an seinen Nebenflüssen, dem Einzugsgebiet der Flüsse Wei He, Tao He, Daxia He und Huang Shui verbreitet. Insgesamt sind etwa 350 Fundorte bekannt. Die Träger der Qijia-Kultur siedelten in Dörfern mit nebenliegenden Friedhöfen, ihre Häuser waren rechteckig und ebenerdig gebaut, wobei sie im Inneren teilweise in den Boden versenkt gewesen sein dürften. Die Feuerstellen waren rund oder vierecking und befanden sich teils innerhalb, teils außerhalb der Häuser. Die Wände waren aus Flechtwerk und Lehmverputz, während die Dächer von Pfeilern und Balken getragen wurden. Die Toten wurden in Einzelgräbern bestattet, wobei man Grabbeigaben in Form von steinernen oder beinernen Werkzeugen, Orakelknochen, Schweinekiefern oder Keramikgefäßen in den Gräbern platzierte. Auf den Friedhöfen wurden vereinzelt auch im Kreis aufgestellte Felsen und Reste von Opfertieren gefunden.
An Fundstellen der Qijia-Kultur wurde hauptsächlich gelbe oder gelbbraune Keramik (xini hongtao 细泥红陶 und jiasha hongtao 夹砂红陶 in der chinesischen Typologie) mit Kammstrich- oder Furchenverzierung gefunden. Typisch für die Qijia-Keramik sind Krüge mit abgeflachtem Boden, engem Hals, zwei gebogenen, vertikalen Henkeln und ausgeweitetem Schnabel. Einige keramische Gegenstände sind mit schwarzem geschlämmten Ton bemalt, wobei rhombische, schachbrettartige oder netzförmige Muster dominieren, seltener treten Muster mit stilisierten Fröschen auf. Auch keramische Deckel mit Knaufen, die Tierköpfen nachempfunden sind, wurden gefunden. Die Werkzeuge der Qijia-Kultur waren hauptsächlich aus Stein und Knochen gefertigt: es wurden Messer, löffelförmige Essgeräte und Äxte aus Knochen gefunden. Daneben begannen Kupfer- und Bronzegeräte aufzutreten. Es ist möglich, aber nicht sicher, dass die Qijia-Kultur den Ursprung für die Kupferverarbeitung in Gansu darstellt. Es wurden in vier Fundstellen etwa 50 kupferne Artefakte gefunden, wozu Werkzeuge wie Messer, Ahlen, Beitel und Beile sowie Schmuck wie Finger- und Ohrringe gehören. Die Objekte wurden entweder geschmiedet oder in Formen mit zwei Ventilen gegossen, das Kupfer war dabei zuweilen mit Blei oder Zinn legiert. Ein runder Spiegel mit drei Millimetern Dicke und einem Durchmesser von 89 Millimetern, auf dessen Rückseite sich zwei konzentrische sternförmige Muster befinden, ist ein Beispiel für die Entwicklung der Kupferbearbeitung der Qijia-Menschen. Ausgrabungen in der Huoshaogou-Stätte, die zu einer Nachfolgekultur von Qijia gezählt wird, förderten deutlich mehr Kupfergegenstände zu Tage. Die Erlitou-Kultur könnte die Technik der Kupferverarbeitung von der Qijia-Kultur übernommen und weiterentwickelt haben.
Während Anderson der Meinung war, mit der Qijia-Kultur die früheste neolithische Kultur Gansus gefunden zu haben, haben spätere Ausgrabungen und Radiokarbon-Datierungen gezeigt, dass Qijia eine Nachfolgerin der westlichen Yangshao-Kultur war und etwa gleichzeitig mit späteren Phasen der Longshan-Kultur östlich des Verbreitungsgebietes der Qijia-Kultur existierte.
Die Qijiaping-Stätte (Qijiaping yizhi, 齐家坪遗址) steht seit 1996 auf der Liste der Denkmäler der Volksrepublik China (4-21). Eine weitere Stätte ist die Dahezhuang-Stätte (Dàhézhuāng yízhǐ, 大何庄遗址) im Süden von Dahezhuang in Yongjing, ebenfalls in der Provinz Gansu.